# Xã Carrington, Quận Foster, Bắc Dakota
Xã Carrington (tiếng Anh: Carrington Township) là một xã thuộc quận Foster, tiểu bang Bắc Dakota, Hoa Kỳ. Năm 2010, dân số của xã này là 205 người.